# Barleria crossandriformis
Barleria crossandriformis är en akantusväxtart som beskrevs av C. B. Cl.. Barleria crossandriformis ingår i släktet Barleria och familjen akantusväxter. Inga underarter finns listade i Catalogue of Life.